# Gérard Joseph
Gérard Joseph (1949. október 22. – ) haiti válogatott labdarúgókapus.

## Pályafutása

### Klubcsapatban
Az RC Haïtien játékosaként kezdte a pályafutását. 1975-ben az Észak-amerikai labdarúgó-bajnokságban (North American Soccer League, NASL) szereplő Washington Diplomats játékosa volt. 1976-ban a New York Apollo csapatában játszott.

### A válogatottban
A haiti válogatott tagjaként részt vett az 1974-es világbajnokságon, de nem lépett pályára egyetlen mérkőzésen sem.